# Silene schizopetala
Silene schizopetala är en nejlikväxtart som beskrevs av Joseph Friedrich Nicolaus Bornmüller. Silene schizopetala ingår i släktet glimmar, och familjen nejlikväxter. Inga underarter finns listade i Catalogue of Life.